# 豪氏底尾鱈
豪氏底尾鱈，為輻鰭魚綱鱈形目鼠尾鱈科的其中一種。分布於中東太平洋區的夏威夷群島，為特有種，屬深海底棲性魚類，棲息深度在573至1464公尺。

## 扩展阅读
維基物種上的相關：豪氏底尾鱈